# ستيوارت رايس
ستيوارت رايس (بالإنجليزية: Stuart A. Rice)‏ هو عالم كيمياء نظرية أمريكي ولد في في نيويورك، حائز على جائزة قلادة العلوم الوطنية الأمريكية (1999) وجائزة وولف (2011).

## وصلات خارجية
- الموقع الرسمي لجائزة قلادة العلوم الوطنية الأمريكية